# Blás Riveros
Blás Miguel Riveros Galeano (Itauguá, 3 de fevereiro de 1998) é um futebolista paraguaio que atua como lateral-esquerdo. Atualmente, joga pelo Cerro Porteño.

## Títulos
Olimpia
- Campeonato Paraguaio: 2015 Clausura

Basel
- Superliga Suíça: 2016–17
- Copa da Suíça: 2016–17, 2018–19

Brøndby
- Campeonato Dinamarquês: 2020–21[1]

Talleres
- Supercopa Internacional: 2023

### Prêmios individuais
- Time do mês do Campeonato Dinamarquês: julho de 2023[2]